# KK Split
KK Split (Košarkaški Klub Split) is een basketbalclub uit Split, Kroatië. KK Split komt uit in de A1 Liga, Kup Krešimir Ćosić en de NLB League.

## Geschiedenis
De wortels van de club liggen in de Hajduk sports society's basketbal afdeling, die werd opgericht in 1945. Na drie jaar zorgde de club voor een zelfstandige organisatie en een eigen structuur en werd KK Hajduk. In 1949 veranderde de club zijn naam in KK Split.
Na een aantal jaren in de lagere divisie haalde de club in 1963/64 eindelijk de hoogste divisie en bleef daar spelen tot het uiteenvallen van Joegoslavië.
In 1967 nam de club de naam KK Jugoplastika aan. Die naam zouden ze tot 1990 houden.
KK Split is samen met de eerste kampioen SKA Riga uit de Sovjet-Unie, het enige team dat de FIBA European Champions Cup drie keer achter elkaar wist te winnen. In 1989, 1990 en 1991, toen de club Jugoplastika en POP 84 heette wonnen ze met spelers als Dino Rađa, Toni Kukoč, Žan Tabak en Velimir Perasović de Europese beker.
De club haalde ook de finale van de EuroLeague in 1972, maar die verloren ze van Ignis Varese uit Italië. In 1973 verloren ze de finale om de Saporta Cup van Spartak Leningrad uit de Sovjet-Unie. Wel wonnen ze nog twee keer de Korać Cup. In 1976 wonnen ze van Chinamartini Torino uit Italië en in 1977 wonnen ze van Alco Bologna uit Italië.
In 2009 verhuisde de club naar de nieuwe Spaladium Arena voor zijn thuiswedstrijden.

## Verschillende sponsornamen
- 1945-1949: KK Hajduk
- 1949-1967: KK Split
- 1967-1990: KK Jugoplastika
- 1990-1991: KK POP 84
- 1991-1993: KK Slobodna Dalmacija

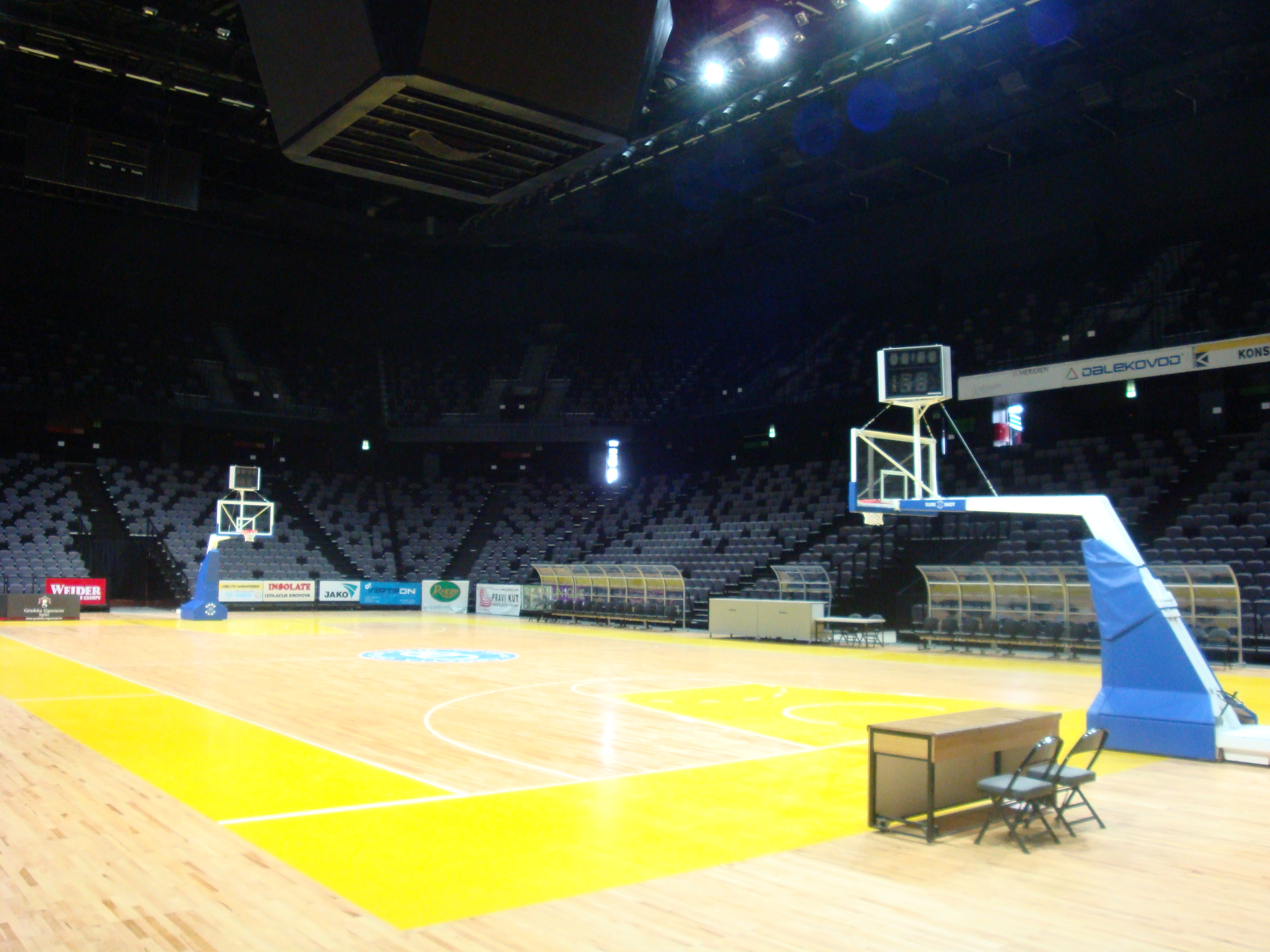
Spaladium Arena.

- 1993-1997: KK Croatia Osiguranje Split (CO Split)
- 1997-2000: KK Split
- 2000-2003: KK Split Croatia Osiguranje (Split CO)
- 2003-heden: KK Split

## Erelijst
- Landskampioen Joegoslavië: 6
  - Winnaar: 1971, 1977, 1988, 1989, 1990, 1991
  - Tweede: 1972, 1974, 1975, 1976, 1979, 1980
- Bekerwinnaar Joegoslavië: 5
  - Winnaar: 1972, 1974, 1977, 1990, 1991
  - Runner-up: 1970, 1975, 1985, 1988, 1989
- Landskampioen Joegoslavië: 1 (Divisie B)
  - Winnaar: 1982
- Landskampioen Kroatië: 1
  - Winnaar: 2003
  - Tweede: 1993, 1994, 1996, 1997, 2001, 2008, 2021, 2023, 2024, 2025
- Kup Krešimir Ćosić: 5
  - Winnaar: 1992, 1993, 1994, 1997, 2004
  - Runner-up: 1996, 1999
- EuroLeague: 3
  - Winnaar: 1989, 1990, 1991
  - Runner-up: 1972
- Saporta Cup:
  - Runner-up: 1973
- Korać Cup: 2
  - Winnaar: 1976, 1977
- Triple Crown:  2
  - Winnaar: 1990, 1991

## Bekende (oud)-spelers

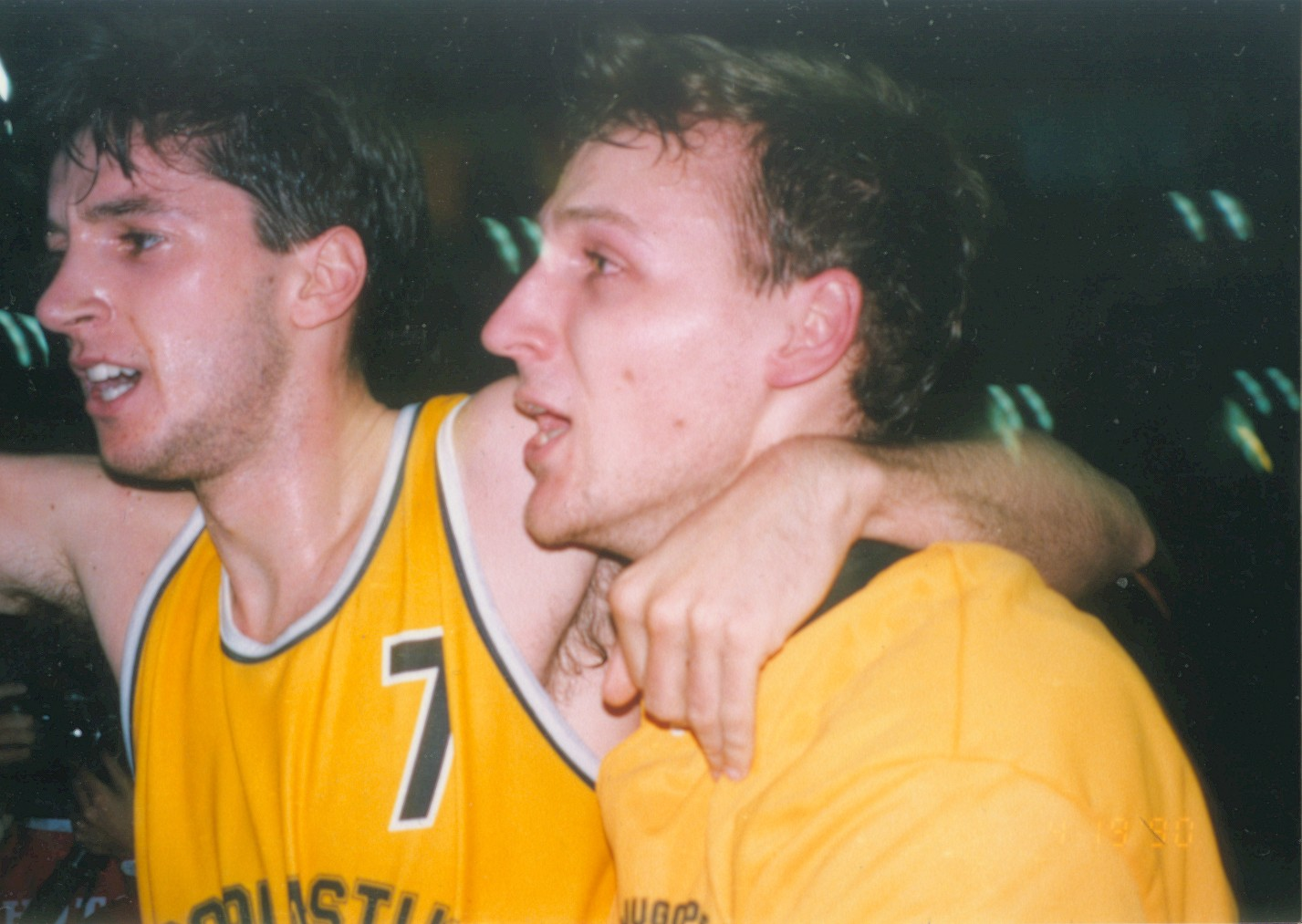
Kukoč & Rađa voor Jugoplastika.

| - - Toni Kukoč - - Dino Rađa - - Zoran Savić - - Žan Tabak - Petar Naumoski - - Rato Tvrdić - - Petar Skansi - - Damir Šolman - - Duje Krstulović - - Željko Jerkov - - Ivica Dukan - - Goran Sobin - - Željko Poljak - - Zoran Sretenović - - Duško Ivanović | - - Luka Pavićević - - Velimir Perasović - Nikola Vujčić - Roko Ukić - Damir Mršić - Sani Čampara - - Peter Vilfan - Goran Kalamiza - Mario Špaleta - Nikola Prkačin - Andrija Žižić - Ermal Kurtoğlu - Elías Larry Ayuso - Otis Hill - Nikola Djogo |

## Bekende (oud)-coaches
- Enzo Sovitti
- Branko Radović
- Srđan Kalember
- Petar Skansi
- Matan Rimac
- Krešimir Ćosić
- Zoran Slavnić
- Božidar Maljković
- Željko Pavličević
- Slobodan Subotić